# Ушаков, Владимир Николаевич
Влади́мир Никола́евич Ушако́в (род. 25 ноября 1946, Чкалов) — советский и российский математик и механик, член-корреспондент РАН (2006).

## Биография
Окончил Уральский государственный университет.
С 1970 года работает в Институте математики и механики УрО АН СССР. Совместно с коллегами активно участвовал в разработке теории и методов решения дифференциальных игр и задач оптимального управления.
В 1991 году защитил докторскую диссертацию по теме «Процедуры построения стабильных мостов в дифференциальных играх».
В 1998 году стал заведующим Отделом динамических систем ИММ УрО РАН, сменив А. И. Субботина.
Член-корреспондент РАН c 25.05.2006 — Отделение энергетики, машиностроения, механики и процессов управления РАН (Уральское отделение РАН).
Преподаёт в Уральском и Челябинском государственных университетах.

### Научная деятельность
Основные направления научных исследований — теория позиционных дифференциальных игр и разработка методов построения обобщённых решений уравнений Гамильтона-Якоби.
В. Н. Ушаков и его ученики продолжили развитие метода унификации Н. Н. Красовского, в теории позиционных дифференциальных игр.
В рамках этого метода Ушаковым было введено понятие аппроксимирующей системы множеств и обоснована её сходимость к множеству позиционного поглощения.
Ушаковым В. Н. и его учениками разработаны конечноразностные операторы и обоснована сходимость соответствующих апроксимационных схем построения функции цены дифференциальной игры как обобщённого решения уравнения Гамильтона-Якоби-Беллмана-Айзекса, разработаны и обоснованы методы приближённого вычисления множеств достижимости нелинейных управляемых систем.